# Julio Villar Gurruchaga
Julio Villar Gurruchaga o Julio Villar Gurrutxaga, més conegut com a Julio Villar (Sant Sebastià, 26 de maig de 1943) és un alpinista, guia de muntanya, escriptor i navegant basc.
Durant la dècada de 1960 feu ascensions a pics dels Pirineus i dels Alps. Fou guia d'escalada als Alps fins que l'any 1966 patí un accident i deixà l'alpinisme. Va abandonar els seus estudis, i l'abril de 1968 va iniciar una aventura en solitari a bord d'un veler de 7 metres d'eslora, el "Mistral", per fer la volta al món. Va sortir del Port de Barcelona l'abril del 1968 i va arribar al port de Lekeitio, a Biscaia, a l'estiu del 1972, després de recórrer 38.000 milles marines només amb vela. Fou el primer navegant en solitari de l'Estat espanyol que aconseguí de fer la volta al món. Aquesta experiència va quedar reflectida en una publicació el 1974, Eh, Petrel!, un quadern de notes de viatge de gran interès i qualitat poètica. Aquell mateix any 1974 va participar en la primera expedició basca a l'Everest. Ha estat considerat el millor esportista guipuscoà en l'especialitat de vela en els anys 1968, 1969, 1971 i 1972. El 1986 publica Viaje a pie. El 2012 va rebre el premi Roig Toqués.